# 압축강도

압축강도(壓縮强度)는 각주형 또는 원통형의 흙 공시체가 일축압축시험에서 파괴될 때 단위면적당 하중이다.

## 일반적인 값
| 물질        | Rs [MPa] |
| 도자기      | 500      |
| 뼈          | 150      |
| 얼음 (0 °C) | 3        |
| 스티로폼    | ~1       |

## 같이 보기
- 변형 (공학)